# 所沢市役所
所沢市役所（ところざわしやくしょ）は、日本の地方公共団体である埼玉県所沢市の執行機関としての事務を行う施設（役所）である。

## 所在地
埼玉県所沢市並木一丁目1番地の1号

## 旧庁舎
宮本町1丁目1番2号にあった、旧庁舎も解体されず現存する。

## 沿革
- 1968年（昭和43年）11月30日旧庁舎が竣工。
- 1982年（昭和57年） - 所沢基地返還により国から用地取得。
- 1985年（昭和60年）3月 - 現庁舎着工。
- 1987年（昭和62年） - 現庁舎竣工。